# Ussurijský záliv
Ussurijský záliv (rusky Уссурийский залив) je záliv v Japonském moři. Jde o vnitřní záliv u severního břehu zálivu Petra Velikého. S Amurským zálivem, jiným vnitřním zálivem zálivu Petra Velikého, ho spojuje průliv Východní Bospor.
Délka zálivu je přibližně 67 km, šířka u vyústění 55 km, hloubka mezi 51 a 69 m. U severního břehu částečně zamrzá.
Na západním břehu zálivu leží město Vladivostok, na východním Bolšoj Kameň.